# 第二十号海防艦
第二十号海防艦（だいにじゅうごうかいぼうかん）は、日本海軍の海防艦。第二号型海防艦（丁型）の10番艦。船団護衛中に撃沈された。

## 艦歴
マル戦計画の海防艦丁、第2701号艦型の10番艦、仮称艦名第2710号艦として計画。1943年11月1日、三菱重工業長崎造船所で建造番号955番船として仮称艦名第2709号艦、同第2711号艦、同第2712号艦と同時に起工。12月22日、第二十号海防艦と命名されて第二号型海防艦の10番艦に定められ、本籍を佐世保鎮守府と仮定。
1944年1月11日、第18号海防艦と同日に進水。2月14日、艤装員事務所が長崎海軍監督官事務所内で事務を開始。3月11日竣工し、艤装員事務所を撤去。本籍を佐世保鎮守府に、役務を佐世保鎮守府警備海防艦にそれぞれ定められ、呉防備戦隊に編入。基礎実力練成教育に従事。
4月5日、海上護衛総司令部第一海上護衛隊に編入。5日から8日まで呉海軍工廠で、船体機関の整備を行う。9日、門司へ回航し、モタ17船団の編成を待つ。13日、モタ17船団を護衛して門司発。船団は出港後に行き先を鎮海に変更し、14日着。船団名は竹モタ17となり、16日鎮海発。途中泗礁山を経由し、27日マニラ着。28日、ヒ59船団と合同のため単艦でマニラを出港し、5月2日、マニラに帰着。
5月4日、マタ19船団（9隻）を護衛してマニラ発。9日、基隆に到着。同日テ05船団を護衛して基隆を出港し、10日高雄着。同日、引き続きテ05船団を護衛して楡林へ向け高雄発。14日、楡林に到着したが、内地におけるボーキサイト集積量の見積もりに誤りがあったため、楡林での鉄鉱石の積み込みを中止し、復航テ06船団の発航も取りやめてホ01船団としてシンガポールへ向かう事になった。楡林での鉄鉱石の積み込みはマニラに在泊中の陸軍徴傭船を充当することになった。19日、ホ01船団を護衛してシンガポールへ向け楡林発。26日、シンガポールの港口に到達したところで今度はミシ02船団を出迎えるため第1号海防艦らと反転し、同船団と合同のうえ29日にシンガポールに入港した。
6月3日、復航のホ02船団（19隻）を護衛してシンガポール発。6日、第15号海防艦が被雷沈没。11日、中継地のマニラに入港。13日、ミ船団のミ05船団を救援するためマニラを出港。14日、ミ05船団の救援を止め、マニラを出港したホ02船団に追及。18日、中継地の高雄に寄港。20日、引き続きホ02船団を護衛して高雄発。24日、野母崎沖南西20kmの地点でアメリカ潜水艦タングの攻撃を受け、輸送船4隻が沈没。25日、船団から分離して佐世保へ回航。26日から7月2日まで、佐世保海軍工廠で入渠し修理を行う。
7月3日、モマ01船団（9隻）を護衛して門司発。7日、高雄着。15日、マニラ着。24日、ヒ68船団を護衛してマニラ発。27日、中継地の高雄に入港。28日、ミ10船団救援のため高雄発。
8月2日、ミ10船団とともに高雄に入港。4日、ミ10船団を護衛して高雄発。10日、船団から分離して佐世保へ回航。11日から14日まで、佐世保海軍工廠で舵機の修理を行う。14日、門司へ回航。15日、モタ23船団を護衛して門司発。門司出港直後から潜水艦と接触したため、船団は18日鹿児島湾に避泊。20日、高雄へ向け鹿児島発。24日、船団は基隆に退避。25日から26日にかけ、本艦は基隆で機関整備をすることとなったため、モタ23船団は同地で待機。27日、引き続きモタ23船団を護衛して基隆発。28日、高雄着。30日、ミ15船団を護衛して高雄発。船団は高雄出港後に潜水艦の攻撃により損害を出したため、本艦は南征丸と泰昭丸を護衛して9月1日、東港に入港。
9月3日、引き続きミ15船団を護衛して東港発。途中サンフェルナンドを経由し、7日マニラに入港。10日、マモ03船団を護衛してマニラ発。11日、マモ03船団はヒ72船団（6隻）と合同し、本艦は第10号海防艦とともに船団から分離しマニラへ回航。12日にマニラに入港したが、マモ03船団/ヒ72船団が潜水艦の攻撃により損害を出したため、本艦は第10号海防艦やマニラに在泊していた第18号海防艦とともに遭難者救助のため、同日夕刻マニラを出撃し、遭難者を救助して15日、海南島楡林に入港した。16日、ヒ72船団第1分団を護衛して内地へ向け楡林発。20日、船団がアメリカ陸軍機の空襲を受けたため、本艦は基隆へ退避する吉備津丸を護衛し、同日基隆に入港した。23日、ヒ72船団（吉備津丸）を護衛して基隆を出港したが、24日には同船とともに基隆に帰着。25日、引き続きヒ72船団（2隻）を護衛して内地へ向け基隆発。28日、六連で船団から分離し、佐世保へ回航。29日から10月7日まで、佐世保海軍工廠で推進器の換装と整備を行う。
10月8日、ミ23船団を護衛するため佐世保発。9日、三池着。船団はここで編成を行う。14日、船団は佐世保に回航。18日、ミ23船団を護衛して佐世保発。24日、船団は潜水艦の攻撃により損害を出し、26日に厦門で仮泊。同日厦門を出て、27日馬公着。29日、引き続きミ23船団はサンジャックへ向け馬公を出港。30日、本艦はミ23船団から分離してサタ01船団の護衛に向かう。
11月1日、サタ01船団と合同。3日、同船団とともに楡林に入港。4日、引き続きサタ01船団を護衛して楡林発。11日、基隆に入港したが、本艦は行方不明船の捜索に従事し、12日に捜索を終えて基隆に入港した。16日、タモ29船団を護衛して内地へ向け基隆発。途中で嵊泗列島泗礁山を経由して、24日門司着。本艦は呉へ回航し、25日から呉海軍工廠で修理を行う。
12月10日、第一海上護衛隊は第一護衛艦隊に改編。修理終了後に三池へ回航。14日、モタ28船団（6隻）を護衛して三池発。22日、高雄着。26日、タマ38船団を護衛して高雄発。28日夕方ごろ、船団はサンフェルナンド着。しかし、本艦のみは湾口哨戒のため入港せず、対潜哨戒を行う。29日未明、対潜哨戒中にアメリカ陸軍機の空襲を受け損傷し、海防艦長の桑原円少佐が戦死する。この当時湾内にいて、桑原艦長の級友でもあった駆逐艦朝顔艦長森栄大尉（海兵63期）の回想によれば、「その後数日して私は第20号海防艦の先任将校に会って親しく艦長戦死の模様を聴いたが、小型爆弾1個が艦長室を直撃し、艦長の五体は萬朶の桜と散ったそうで、私は同先任将校に艦長夫人によく伝えてもらいたいと懇ろに頼んだ」という。
30日早朝、サンフェルナンドはアメリカ陸軍機の空襲を受ける。第20号海防艦は北緯16度42分 東経120度18分 / 北緯16.700度 東経120.300度の地点で被弾し、沈没した。29日から30日までの2日間で、桑原艦長以下乗員49名が戦死または行方不明となり、さらに1名が収容先で戦傷死した。
1945年5月25日、第二十号海防艦は帝国海防艦籍から除かれ、第二号型海防艦から削除された。

## 海防艦長
艤装員長
1. （兼）川本源蔵 少佐：1944年1月30日 - 1944年2月29日（本職：第八号海防艦艤装員長）
2. （兼）川本源蔵 少佐：1944年2月29日 - 1944年3月1日（本職：第八号海防艦長）
3. 桑原円 少佐：1944年3月1日 - 1944年3月11日

海防艦長
1. 桑原円 少佐[注釈 4]：1944年3月11日 - 1944年12月29日 戦死、同日付任海軍中佐